# Калинин, Дмитрий Анатольевич
Дмитрий Анатольевич Калинин (род. 8 декабря 1978, Москва, СССР) — российский балалаечник, дирижёр.

## Биография
С отличием окончил Московский Музыкальный Колледж им. А. Шнитке и Российскую Академию музыки имени Гнесиных (класс заслуженного деятеля искусств России, заслуженного артиста России, профессора В. Б. Болдырева). В 2005 году окончил ассистентуру-стажировку РАМ им. Гнесиных. За время обучения в Академии стал лауреатом ряда престижных Всероссийских и международных конкурсов, среди них — VI Всероссийский (Тверь, 2001 г.) и V международный (Череповец, 2004 г.) конкурсы.

«В свои молодые годы Дмитрий Калинин сумел создать полноценный концертный репертуар балалаечника из совершенно различных по жанру и одинаково интересных для слушателя произведений. Немногие этим могут похвастаться… Без сомнения, Дима — один из самых лучших моих учеников и один из лучших балалаечников на сегодняшний день».
— Заслуженный деятель России, Заслуженный артист России, профессор Владимир Болдырев.
С 1997 года солировал в Академическом оркестре русских народных инструментов Всероссийской Государственной телерадиокомпании.
С 2002 года играл в ансамбле «Русский дуэт» с пианистом Филиппом Субботиным. В 2004 году выпустил сборник концертных произведений для балалайки и фортепиано «Из репертуара Дмитрия Калинина и Филиппа Субботина» в двух частях.

«…Что касается музыки Д. Калинина, то главное ощущение, что она не балалаечная, то есть не характерна для исполнения на балалайке, а скорее, ближе к фортепиано, к смычковым… Музыкальный язык отличается философским осмыслением и интеллектуальной насыщенностью…»
— Профессор СПбГУКИ Г.И. Андрюшенков. Журнал "Народник", 2005, I.
C 2005 года преподавал в Государственном музыкально-педагогическом институте им. М. М. Ипполитова-Иванова.
С 2007 года является художественным руководителем и главным дирижёром Оркестра русских народных инструментов «Русский Стиль».
C 2012 года — доцент кафедры «Концертные народные инструменты» ГМПИ им. М. М. Ипполитова-Иванова.

## Публикации
- «Основные принципы методики преподавания игры на балалайке В. Б. Болдырева». Информационный бюллетень «Народник» № 3, 2000 год.
- «Академический оркестр русских народных инструментов ВГТРК. Прошлое, настоящее, будущее…». 2003 год.
- «Проблема оригинального репертуара в современном исполнительстве на балалайке». 2005 год.

## Дискография
- 2003 год — Диск АОРНИ ВГТРК с участием Дмитрия Калинина[6]
- 2007 год — Лауреат международных конкурсов Дмитрий Калинин (балалайка). Красноярский филармонический русский оркестр. Художественный руководитель и главный дирижёр — Анатолий Бардин. Сольный концерт в Красноярской Государственной филармонии
- 2009 год — Компакт-диск Дмитрия Калинина (балалайка)

## Фильмография
Озвучил партию балалайки во многих отечественных фильмах, среди них: «Сибирский цирюльник», «Нежный возраст», «Новые бременские музыканты», «Под полярной звездой», «Раскалённая суббота», «Снова надо жить», «Колхоз», «Дерзновенный», «Бетанкур», «Тихий Дон», «Статский советник», «Доктор Живаго» и другие.

## Награды
В 2006 году награждён дипломом Фонда Ирины Архиповой «За творческий вклад в развитие русской музыкальной культуры».
В 2011 году награждён благодарностью Министра культуры РФ «За музыкальные заслуги и высокое исполнительское мастерство».